# Sowica białogardła
Sowica białogardła (Ninox leventisi) – gatunek dużego ptaka z rodziny puszczykowatych (Strigidae). Endemiczna dla filipińskiej wyspy Camiguin. Wydzielona w roku 2012 z sowicy filipińskiej (N. philippensis) na podstawie głosu i niektórych cech morfologii.

## Taksonomia
Gatunek opisany po raz pierwszy w roku 2012. Wydzielony został z sowicy filipińskiej na podstawie odgłosów i różnic w morfologii. Jest pierwszą znaną sową o szarych lub niemal białych tęczówkach.
Nazwa gatunkowa upamiętnia Anastasiosa P. Leventisa, zaangażowanego w pracę w BirdLife International i badającego ptaki żyjące na terenie Filipin.
Nie wyróżnia się podgatunków.

## Morfologia
Szlara ciemna, w ciepłym odcieniu brązu. W porównaniu do innych przedstawicieli kompleksu sowicy filipińskiej, upierzenie luźne. Gardło i broda brudnobiałe. Wierzch głowy i ciała paskowany płowo-ciemnobrązowo. Pokrywy skrzydłowe pokrywają ciemnobrązowo-płowo-białe pasy. Lotki I-rzędowe ciemnobrązowe, chorągiewki zewnętrzne ciemniejsze, płowo obrzeżone. Na pokrywach nadogonowych pasy węższe niż na pozostałych częściach ciała. Brzuch pokrywają brązowo-ciemnobrązowo-białe pasy. Tęczówki szare do białawych, niekiedy jasnozielonkawoszare (w przeciwieństwie do innych gatunków z kompleksu, u których tęczówki są żółte). Wąska obrączka oczna musztardowa. Dziób także musztardowy, u nasady nieco oliwkowozielony. Nogi i stopy musztardowe, skok mniej opierzony w porównaniu do innych gatunków w kompleksie. Pazury jasne, na końcu ciemniejsze.

### Wymiary
Wymiary podane zostały w milimetrach.
| Okaz    | Płeć | Dziób | Skrzydło | Skok | Ogon  |
| ------- | ---- | ----- | -------- | ---- | ----- |
| Holotyp | ♀    | 16,2  | 187      | 37,8 | 90    |
| Paratyp | ♀    | 16,3  | 181      | 32,6 | 105,4 |

## Występowanie
Sowica białogardła jest endemitem filipińskiej wyspy Camiguin położonej u północnych wybrzeży Mindanao. Zamieszkuje pozostałości lasów, głównie w centralnej części wyspy. W 2020 roku szacowano powierzchnię lasów na wyspie na około 70 km² (powierzchnia wyspy to 253 km²).

## Zachowanie
Odzywa się niskimi głosami, wydawanymi w duecie. W trakcie wydawania tych odgłosów para ptaków stoi naprzeciwko siebie, kiwa się, opuszcza skrzydła i napusza upierzenie na gardle.

## Status zagrożenia
Międzynarodowa Unia Ochrony Przyrody (IUCN) od 2022 roku uznaje sowicę białogardłą za gatunek narażony (VU, Vulnerable); wcześniej, od 2014 roku klasyfikowała ją jako gatunek zagrożony (EN, Endangered). Liczebność populacji szacuje się na 250–1400 dorosłych osobników. Trend liczebności populacji ocenia się jako stabilny, gdyż powierzchnia lasów na wyspie, pomimo historycznych spadków, utrzymuje się obecnie na stabilnym poziomie.